# Sebastián Méndez Plaza
Sebastián Antonio Méndez Plaza (Quilpué, Región de Valparaíso, Chile, 6 de junio de 1986) es un exfutbolista chileno. Jugaba de mediocampista y su último club fue San Luis de Quillota.

## Trayectoria
Surgido en el club amateur Arturo Prat de Villa Alemana llegó a los 17 años a las divisiones inferiores de Santiago Wanderers, debutando en el primer equipo el año 2005 de la mano de Mario Soto en el Clausura 2005 frente a Palestino, tras su debut tuvo intermitentes apariciones en el primer equipo logrando mayor continuidad en el Clausura 2007 donde convertiría su primer gol como profesional con un doblete frente a Deportes La Serena, en ese mismo año le tocó vivir el descenso a la Primera B.
Durante el 2008 realizó una muy buena campaña lo cual lo llevó a ser nominado a una selección inferior de su país, pese a estar jugando en una división inferior, a fines de ese año y a comienzos del 2009 las lesiones le hicieron pasar un mal momento en su carrera pero se fue reponiendo de a poco y en el Torneo de Apertura hizo una muy buena dupla con Moisés Villarroel en el mediocampo. En el Torneo de Clausura perdió la titularidad con Humberto Zuccarelli quien también le dio una nueva posición como volante por derecha habiendo jugado siempre como volante de contención. En aquel mismo torneo logró el ascenso a Primera División tras haber descendido hace dos años.
En el regreso a primera división se convierte en pieza fija del once titular de su equipo llegando a ser un referente y capitán del club detrás solo de figuras consolidadas como Moisés Villarroel y Jorge Ormeño, manteniendo esta condición hasta la temporada 2014/15 donde una rebelde lesión lo mantendría alejado de las canchas por todo el torneo no pudiendo jugar el Apertura 2014 donde su equipo obtendría el segundo lugar del campeonato y después influiría en su rendimiento personal para el Clausura 2015 donde no terminaría siendo citado en los partidos por lo cual finalizado su contrato no sería renovado después de diez años jugando en la institución porteña.

## Selección nacional
En el 2008 fue convocado a la Selección de fútbol sub-23 de Chile que estuvo en una gira por Oceanía para disputar partidos frente a Australia y Nueva Zelanda.

## Estadísticas
| Santiago Wanderers · Chile       | 1.ª           | 2005          | 1   | 0  | —  | — | — | — | 1   | 0  |
| Santiago Wanderers · Chile       | 1.ª           | 2006          | 6   | 0  | —  | — | — | — | 6   | 0  |
| Santiago Wanderers · Chile       | 1.ª           | 2007          | 16  | 2  | —  | — | — | — | 16  | 2  |
| Santiago Wanderers · Chile       | 2ª            | 2008          | 27  | 2  | —  | — | — | — | 27  | 2  |
| Santiago Wanderers · Chile       | 2ª            | 2009          | 20  | 0  | 4  | 0 | — | — | 24  | 0  |
| Santiago Wanderers · Chile       | 1.ª           | 2010          | 30  | 2  | 4  | 0 | — | — | 34  | 2  |
| Santiago Wanderers · Chile       | 1.ª           | 2011          | 29  | 2  | 6  | 1 | — | — | 35  | 3  |
| Santiago Wanderers · Chile       | 1.ª           | 2012          | 27  | 3  | 2  | 0 | — | — | 29  | 3  |
| Santiago Wanderers · Chile       | 1.ª           | 2013          | 5   | 0  | —  | — | — | — | 5   | 0  |
| Santiago Wanderers · Chile       | 1.ª           | 2013-14       | 28  | 2  | 4  | 0 | — | — | 32  | 2  |
| Santiago Wanderers · Chile       | 1.ª           | 2014-15       | 6   | 0  | 3  | 0 | — | — | 9   | 0  |
| Santiago Wanderers · Chile       | Total clu     | Total clu     | 195 | 13 | 23 | 1 | 0 | 0 | 218 | 14 |
| San Marcos · Chile               | 1.ª           | 2015-16       | 23  | 1  | 4  | 0 | — | — | 27  | 1  |
| San Marcos · Chile               | 2ª            | 2016-17       | 28  | 3  | 2  | 0 | — | — | 30  | 3  |
| San Marcos · Chile               | 2ª            | 2017          | 4   | 0  | 3  | 0 | — | — | 7   | 0  |
| San Marcos · Chile               | 2ª            | 2018          | 18  | 0  | 3  | 0 | — | — | 21  | 0  |
| San Marcos · Chile               | Total club    | Total club    | 73  | 4  | 12 | 0 | 0 | 0 | 85  | 4  |
| San Luis de Quillota · Chile     | 2.ª           | 2019          | 7   | 0  | —  | — | — | — | 7   | 0  |
| San Luis de Quillota · Chile     | Total club    | Total club    | 7   | 0  | 0  | 0 | 0 | 0 | 7   | 0  |
| Total carrera                    | Total carrera | Total carrera | 275 | 17 | 35 | 1 | 0 | 0 | 310 | 18 |
| (1) Incluye datos de Copa Chile. |               |               |     |    |    |   |   |   |     |    |